# 요반 도키치
요반 도키치(세르비아어: Јован Ђокић, 1992년 8월 13일 ~ )는 세르비아의 축구 선수로 현재 우즈베키스탄 슈퍼리그의 FC AGMK에서 중앙 수비수로 뛰고 있다.